# To (powieść)
To (ang. It) – powieść Stephena Kinga wydana w 1986 roku. W Polsce wydana po raz pierwszy w trzech tomach w 1993 roku przez Amber oraz dwukrotnie wznowiona w jednym tomie (1997, 2003) przez Zysk i S-ka pod tytułem TO. Powieść została wydana również w 2009 roku przez wydawnictwo Albatros/A. Kuryłowicz ze zmienionym tytułem oraz poprawionym tłumaczeniem. W 2018 roku Wydawnictwo Albatros opublikowało VIII wydanie książki, dostępne również jako audiobook.

## Fabuła
Akcja książki została podzielona na dwa tory: część opisanych wydarzeń ma miejsce w 1958 roku, gdy bohaterowie są 11-latkami, a część w 1985, gdy są już dorosłymi ludźmi niepamiętającymi zbyt wiele ze swego dzieciństwa. Wydarzenia te rozgrywają się podczas serii niewyjaśnionych morderstw w Derry, której ofiarami padają wyłącznie dzieci. W 1958 bohaterowie postanawiają odszukać i zabić tajemniczego mordercę, którym okazuje się potwór od tysiącleci żerujący w Maine – tytułowe To, przybierające często postać Pennywise'a, Tańczącego Klauna, czasami przedstawiającego się jako Bob Grey. To potrafi zamienić się w coś, czego jego ofiara boi się najbardziej – w mumię, martwego brata, utopionych chłopców, wilkołaka. W 1985 roku Pennywise rozpoczyna kolejną serię morderstw, zmuszając dorosłych już bohaterów, aby powrócili do Derry i stawili czoła największemu koszmarowi swego dzieciństwa.
Autor nie skupia się tylko na walce postaci ze złem, ale przede wszystkim na ich życiu, wewnętrznych przemianach i dojrzewaniu, malując jednocześnie barwny portret amerykańskiej prowincji.

## Klub Frajerów
Klub Frajerów, założony w 1958:
- William 'Bill Jąkała/Wielki Bill' Denbrough – przywódca Frajerów, inteligentny młody chłopak budzący respekt wśród rówieśników, później pisarz. Starszy brat George’a Denbrougha, pierwszej ofiary Pennywise'a podczas serii morderstw w latach 1957–58.
- Richard 'Richie' Tozier – przyjaciel Billa Jąkały, nieposkromiony gaduła i mól książkowy, znany ze swojego czarnego poczucia humoru oraz umiejętności doskonałego naśladowania głosów sławnych ludzi, później najbardziej rozchwytywany DJ na Zachodnim Wybrzeżu.
- Benjamin 'Ben' Hanscom – samotnik, w dzieciństwie wyróżniający się wyjątkową nadwagą. Już jako 11-latek wykazuje swój architektoniczny zmysł, budując tamę w Barrens. Po latach – jeden z najlepszych młodych amerykańskich architektów.
- Beverly 'Bev' Marsh – wychowała się w patologicznej rodzinie, pod presją brutalnego ojca, który „ciągle się o nią martwił”. Jako dorosła kobieta odniosła sukces zawodowy jako projektantka mody, jednak w życiu prywatnym związała się z brutalnym damskim bokserem, Tomem Roganem.
- Edward 'Ed/Eddie' Kaspbrak – w dzieciństwie zdominowany przez matkę, chorowity i słaby, cierpiący na astmę chłopczyk, przyjaciel Billa Jąkały i Richiego Toziera. Właściciel ważnej firmy wynajmującej limuzyny w Nowym Jorku.
- Stanley 'Stan' Uris – Żyd, bardzo skrupulatny racjonalista, ornitolog amator. Poślubił Żydówkę o imieniu Patty, został księgowym w Atlancie. Spotkanie z Pennywisem w dzieciństwie spowodowało taką traumę, że na wieść o powrocie potwora z Derry wolał popełnić samobójstwo niż powtórnie się z nim zmierzyć.
- Michael 'Mike' Hanlon – „jedyny czarny dzieciak z Derry”, chłopak prześladowany przez Henry’ego Bowersa, będącego swoistym narzędziem Tego. Mike jako jedyny z Klubu Frajerów został w Derry, pracował tam jako bibliotekarz. To on powiadomił pozostałych o tym, że To powróciło i poprosił o powrót do miasta.

## Adaptacje
To, jak wiele innych książek Kinga, zostało przeniesione na mały ekran, w formie dwuodcinkowego serialu w reżyserii Tommy’ego Lee Wallace’a. Scenariusz napisał Lawrence D. Cohen. Pennywise'a zagrał Tim Curry; w role dorosłych przeciwników potwora z Derry wcielili się Richard Thomas (Bill), Harry Anderson (Richie), John Ritter (Ben), Annette O’Toole (Bev), Dennis Christopher (Eddie), Richard Masur (Stan) i Tim Reid (Mike), a jako ich dziecięce odpowiedniki wystąpili Jonathan Brandis, Seth Green, Brandon Crane, Emily Perkins, Adam Faraizl, Ben Heller i Marlon Taylor, a w 2017 powstał pełnometrażowy film na podstawie powieści, w reżyserii Andresa Muschiettiego.

## Powiązania z innymi powieściami Kinga
- Miasteczko Derry pojawia się również w innych powieściach Kinga – m.in. w Łowcy snów i Bezsenności. W filmie "Smętarz dla zwierzaków" (2019) podczas sceny z korkiem na drodze na poboczu widoczna jest tablica "Derry 20"
- Mike Hanlon pojawia się w Bezsenności, Ben Hanscom jest wspomniany.
- Dwójka bohaterów powieści: Richard 'Richie' Tozier i Beverly 'Bev' Marsh pojawia się epizodycznie w innej powieści Kinga – Dallas ’63.
- W książce pojawia się także nazwisko „Romeo Dupree” – należy ono do barmana ze złamanym nosem. To samo nazwisko nosi jedna z głównych postaci z innej powieści Kinga – Pod Kopułą.
- Dick Hallorann to postać, którą czytelnik spotka też w Lśnieniu.